# Русаков Олексій Олексійович
Олексій Олексійович Русаков (1908, станція Бахмач, тепер Чернігівської області — ?) — український радянський діяч, машиніст паровозного депо станції Бахмач Чернігівської області. Депутат Верховної Ради УРСР 5—6-го скликання.

## Біографія
Народився у багатодітній родині робітника-вантажника залізниці. У 1919 році помер батько. Деякий час навчався у школі, потім працював столярем, слюсарем паровозного депо станції Бахмач.
З 1928 року навчався на залізничних курсах помічників машиністів. Працював помічником машиніста паровозного депо станції Бахмач на Чернігівщині. До 1933 року служив у залізничних військах Червоної армії.
Член ВКП(б) з 1932 року.
У 1933—1941 роках — помічник машиніста, машиніст паровозного депо станції Бахмач Чернігівської області.
Під час німецько-радянської війни працював машиністом паровоза на східних залізничних дорогах СРСР, водив поїзди з військовими вантажами на прифронтових коліях.
З 1944 року — машиніст, секретар партійної організації паровозного депо станції Бахмач Чернігівської області.